# Film policyjny
Film policyjny (org. Polizeifilm) –  krótkometrażowy, czarno-biały film Wima Wendersa nakręcony w 1969 roku. Film opowiada o policjantach zwalczających studenckie protesty w Monachium. 
Film policyjny to jeden z najbardziej politycznych filmów reżysera.